# Ricinocarpos
Ricinocarpos é um género botânico pertencente à família Euphorbiaceae.

## Espécies
Composto por 175 espécies:
| - Ricinocarpos accedens - Ricinocarpos acuminatus - Ricinocarpos adenostachyus - Ricinocarpos alnifolius - Ricinocarpos alopecuroides - Ricinocarpos alopecuroideus - Ricinocarpos amblyodontus - Ricinocarpos anemiodes - Ricinocarpos angustifolius - Ricinocarpos arcianus - Ricinocarpos aristatus - Ricinocarpos arvensis - Ricinocarpos berteroanus - Ricinocarpos bisetosus - Ricinocarpos boliviensis - Ricinocarpos botterianus - Ricinocarpos bowmani - Ricinocarpos bowmanii - Ricinocarpos brachyandrus - Ricinocarpos brachycladus - Ricinocarpos brasiliensis - Ricinocarpos brevicaulis - Ricinocarpos brevipes - Ricinocarpos bullatus - Ricinocarpos californicus - Ricinocarpos callosus - Ricinocarpos cancanus - Ricinocarpos carolinianus - Ricinocarpos carpinifolius - Ricinocarpos carthagenensis - Ricinocarpos chamaedrifolius - Ricinocarpos chorisandrus - Ricinocarpos cinctus - Ricinocarpos claussenii - Ricinocarpos communis - Ricinocarpos conspicuus - Ricinocarpos conterminus - Ricinocarpos controversus - Ricinocarpos cordifolius - Ricinocarpos cordobensis - Ricinocarpos costaricensis - Ricinocarpos cuneatus - Ricinocarpos cuspidatus - Ricinocarpos cyanescens - Ricinocarpos depauperatus - Ricinocarpos depressinervius - Ricinocarpos dictyoneurus - Ricinocarpos digyneius - Ricinocarpos digynostachyus - Ricinocarpos dimorphus - Ricinocarpos distans - Ricinocarpos divaricatus - Ricinocarpos diversifolius - Ricinocarpos ellipticus - Ricinocarpos erythrostachyus - Ricinocarpos glandulosus - Ricinocarpos glaucus - Ricinocarpos gloria - Ricinocarpos gracilis | - Ricinocarpos grisebachianus - Ricinocarpos havanensis - Ricinocarpos hederaceus - Ricinocarpos hernandifolius - Ricinocarpos heterodontus - Ricinocarpos infestus - Ricinocarpos irazuensis - Ricinocarpos lagoensis - Ricinocarpos langianus - Ricinocarpos laevigatus - Ricinocarpos laxiflorus - Ricinocarpos ledifolius - Ricinocarpos leptocladus - Ricinocarpos leptopodus - Ricinocarpos leptorhachis - Ricinocarpos liebmannii - Ricinocarpos lindenianus - Ricinocarpos lindheimeri - Ricinocarpos longespicatus - Ricinocarpos longestipularis - Ricinocarpos macrodontus - Ricinocarpos macrostachyodes - Ricinocarpos macrostachyus - Ricinocarpos major - Ricinocarpos mandonii - Ricinocarpos marginatus - Ricinocarpos martianus - Ricinocarpos megalanthus - Ricinocarpos melochiaefolius - Ricinocarpos membranaceus - Ricinocarpos mexicanus - Ricinocarpos microcephalus - Ricinocarpos mitchelli - Ricinocarpos mitchellii - Ricinocarpos mollis - Ricinocarpos monostachyus - Ricinocarpos multicaulis - Ricinocarpos muricatus - Ricinocarpos neocaledonicus - Ricinocarpos neogranatensis - Ricinocarpos neomexicanus - Ricinocarpos obscurus - Ricinocarpos ocymodes - Ricinocarpos oliganthus - Ricinocarpos oligodontus - Ricinocarpos oxyodontus - Ricinocarpos padifolius - Ricinocarpos parvifolius - Ricinocarpos parvula - Ricinocarpos peckoltii - Ricinocarpos persimilis - Ricinocarpos peruvianus - Ricinocarpos phleoides - Ricinocarpos pilosus - Ricinocarpos pinifolius - Ricinocarpos firmulus - Ricinocarpos fournieri - Ricinocarpos frederici - Ricinocarpos fruticulosus | - Ricinocarpos platyphyllus - Ricinocarpos plicatus - Ricinocarpos plicatus - Ricinocarpos pohlianus - Ricinocarpos poiretii - Ricinocarpos polystachyus - Ricinocarpos portoricensis - Ricinocarpos portorincensis - Ricinocarpos proximus - Ricinocarpos prunifolius - Ricinocarpos pruriens - Ricinocarpos psilocladus - Ricinocarpos puberulus - Ricinocarpos purpurascens - Ricinocarpos radians - Ricinocarpos radicans - Ricinocarpos reflexus - Ricinocarpos rhombifolius - Ricinocarpos riedelianus - Ricinocarpos rosmarinifolius - Ricinocarpos ruizianus - Ricinocarpos salicifolius - Ricinocarpos samydifolius - Ricinocarpos scabrosus - Ricinocarpos scandens - Ricinocarpos schiedeanus - Ricinocarpos schlechtendalianus - Ricinocarpos schlumbergeri - Ricinocarpos seminudus - Ricinocarpos senilis - Ricinocarpos setosus - Ricinocarpos sidaefolius - Ricinocarpos sidaeformis - Ricinocarpos speciosus - Ricinocarpos strictus - Ricinocarpos stylosus - Ricinocarpos subtomentosus - Ricinocarpos subvillosus - Ricinocarpos tarapotensis - Ricinocarpos tasmanicus - Ricinocarpos taxifolia - Ricinocarpos tomentosus - Ricinocarpos tricholobus - Ricinocarpos trichophorus - Ricinocarpos trilobus - Ricinocarpos tuberculatus - Ricinocarpos undulatus - Ricinocarpos unibracteatus - Ricinocarpos urostachyus - Ricinocarpos urticifolius - Ricinocarpos vagans - Ricinocarpos velameus - Ricinocarpos velutinus - Ricinocarpos villosus - Ricinocarpos virgatus - Ricinocarpos virginicus - Ricinocarpos weddellianus |